# Guy IV de Laval
Pour les articles homonymes, voir Guy de Laval.
Guy IV de Laval († entre 1180 et 1185), il succéda à son père Guy III de Laval comme seigneur de Laval (Mayenne). À noter qu'il y a parfois confusion dans les livres entre Guy IV de Laval, et son fils Guy V de Laval.

## Famille
En premières noces, il aurait épousé une certaine Agathe. Avec cette première épouse, il a : 
- Agnès de Laval, qui épousa avant 1179 Aimery VII de Thouars.

En secondes noces, il épouse Emma, fille de Réginald de Dunstanville comte de Cornouailles, et donc petite-fille d'Henri Ier Beauclerc. Avec cette seconde épouse, il a : 
- Guy V de Laval († 1210) ;
- Cécile (ou Sibylle) de Laval.

Pour Couanier de Launay, Geoffroy, un autre de ses enfants, devint dans la suite évêque du Mans ; Hamon, le troisième, fut un des plus vaillants chevaliers de son temps : il alla à la Troisième croisade et fit en Palestine des choses dont le détail eût mérité de passer à la postérité.

## Histoire
À la mort de son père en 1144, Guy IV commence par ravir violemment aux moines de Marmoutier les biens qu'ils possédaient dans le pays de Laval; ce qui, sur son refus de revenir en arrière, lui attire du pape Eugène III une sentence d'excommunication. 
Guillaume de Passavant, évêque du Mans, la publie en 1150 et met la terre de Laval en interdit. Guy IV revient sur sa décision, et se fait relever des censures en 1152. Cédant aux instances de ses vassaux, il traita avec l'Abbaye de Marmoutier, par l'intermédiaire de son frère Hamon ; lui-même fait son accommodement avec les moines de l'Abbaye de la Couture, qui avaient eu aussi leurs sujets de plaintes. Il donna à ces derniers un de ses serfs, le fournier Robert, avec sa maison et tout ce qu'elle contenait. Il confirme ensuite les donations qui leur avaient été faites par ses prédécesseurs, en exigeant seulement qu'il fût désormais entretenu à l'église de la Trinité quatre religieux prêtres, dont un du prieuré d'Auvers.
Le 17 mai 1152, le premier abbé Philippe signe une charte de fondation de l'Abbaye de Clermont avec Guy IV de Laval en présence de Guillaume de Passavant, évêque du Mans.
Henri Plantagenêt, fils de Geoffroy Plantagenêt, étant, par l'adoption d'Etienne, devenu roi d'Angleterre, se trouve à la fois suzerain de la Touraine, de l'Anjou, du Maine et de la Normandie, et maître du tiers de la France. Il nomma lieutenant-général et régent aux provinces du Maine et de l'Anjou, son cousin Guy IV, baron de Laval.

## Sources
- Abbé Angot, « Sablé », dans Bulletin de la Commission historique et archéologique de la Mayenne, 1919, no 35, p. 166-189, 266-278, 369-380 .